# Tabernacle (Saint Kitts i Nevis)
Tabernacle, miasto w Saint Kitts i Nevis, na wyspie Saint Kitts; 800 mieszkańców (2006).